# Parc thermal de Ciechocinek
 (juin 2020).

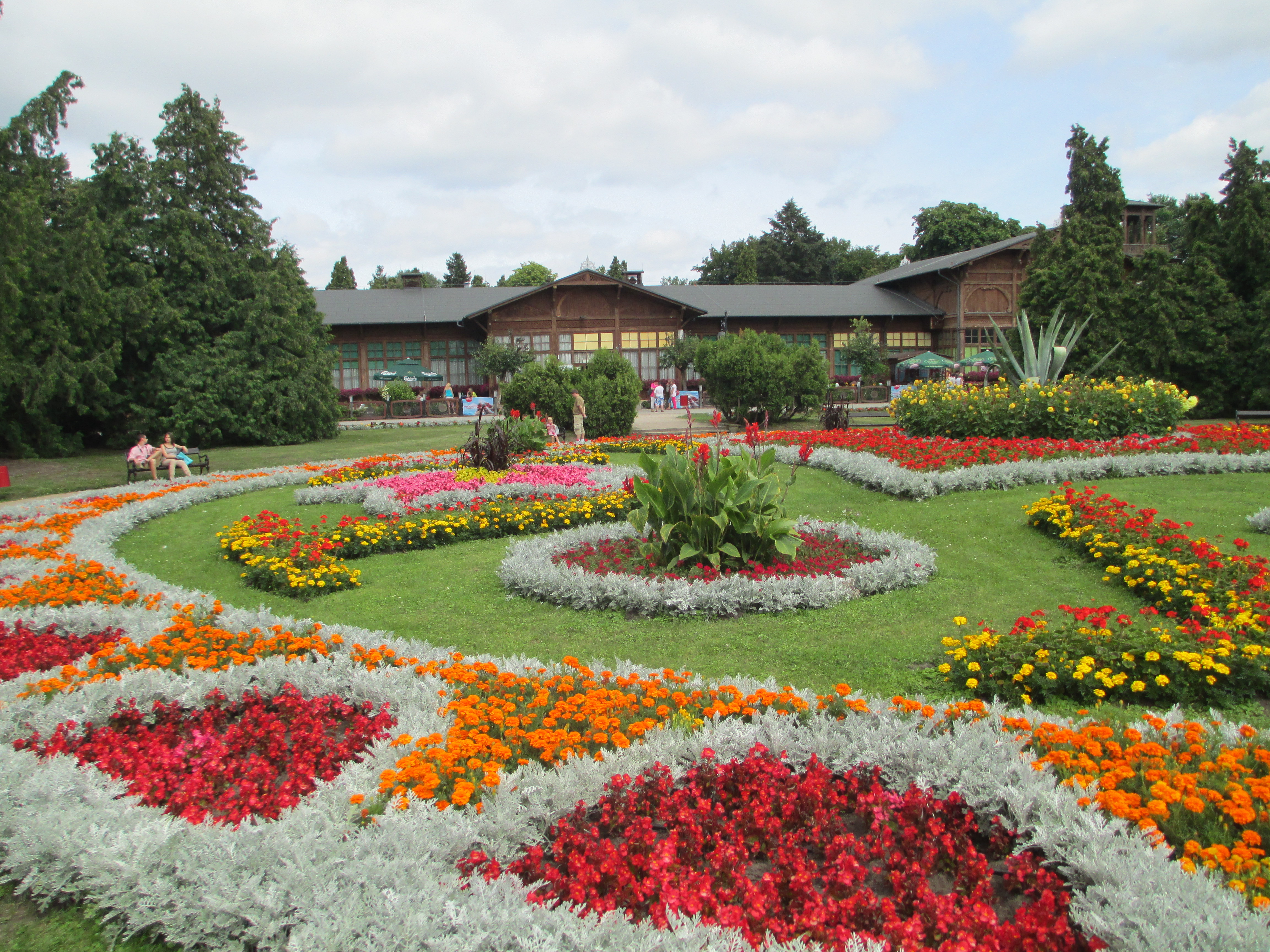
Parc thermal de Ciechocinek

Le parc thermal de Ciechocinek (en polonais : Park Zdrojowy w Ciechocinku) est est le plus grand des quatre parcs de Ciechocinek avec une superficie de 19 hectares. Il a été créé entre 1872 et 1875 d'après le projet d'Hipolit Cybulski, modifié et développé par Franciszek Szanior.   
Il abrite une collection d'arbres anciens, dont des érables, chênes, tilleuls, épicéas, ainsi que des espèces exotiques comme le chicot du Canada, l’arbre aux quarante écus, le ptérocaryer du Caucase et le tulipier de Virginie. Parmi les éléments notables figurent un chêne pédonculé classé monument naturel, une salle de pompages d'eau minérale de style suisse construite en 1880-1881, un pavillon de musique en bois de 1909 et la fontaine « Hansel et Gretel ». En 2025, le parc attire de nombreux visiteurs grâce à ses installations thermales et à des événements saisonniers, comme les affluences record au parc aquatique adjacent en juillet.

## Histoire
Le parc thermal de Ciechocinek a été créé à partir d'un jardin public situé à côté de la galerie de promenade aménagée lors de la construction de l'hôtel Karol Müller suivant le projet de Franciszek Tournelle en 1851. Le site contient une collection d'arbres anciens (en polonais : starodrzew). Outre les érables, chênes, tilleuls et épicéas, il y a aussi le chicot du Canada (Gymnocladus dioica), l’arbre aux quarante écus (Ginkgo biloba), le ptérocaryer du Caucase (Pterocarya fraxinifolia) et le tulipier de Virginie (Liriodendron tulipifera). On y trouve également un monument naturel : un chêne pédonculé (Quercus robur) de 22 mètres de haut et de 390 cm de circonférence.    
La nouvelle galerie de promenade a été mise en service à la place de l'ancienne, détruite par un incendie. Entre 1880 et 1881, une salle de pompage d'eau minérale naturelle de « style suisse » conçue par Edward Cichocki et depuis intégrée à l'identité architecturale de la ville, a été construite dans le parc. Le bâtiment est une structure de poteaux et de poutres, bordée de planches. Sur le côté est, il possède une annexe avec une tourelle. Le bâtiment a été reconstruit dans l'entre-deux-guerres. La salle de pompage abrite aujourd'hui une salle de concert et le café Bristol.  
En 1909, un pavillon de musique en bois au centre du parc a été construit dans le style Zakopane (projet : Paweł Fedders). D'autres exemples d'architecture du parc sont la fontaine « Hansel et Gretel » (en polonais : Jaś i Małgosia) et le bâtiment des anciennes machines à vapeur.        

## Architecture et éléments remarquables

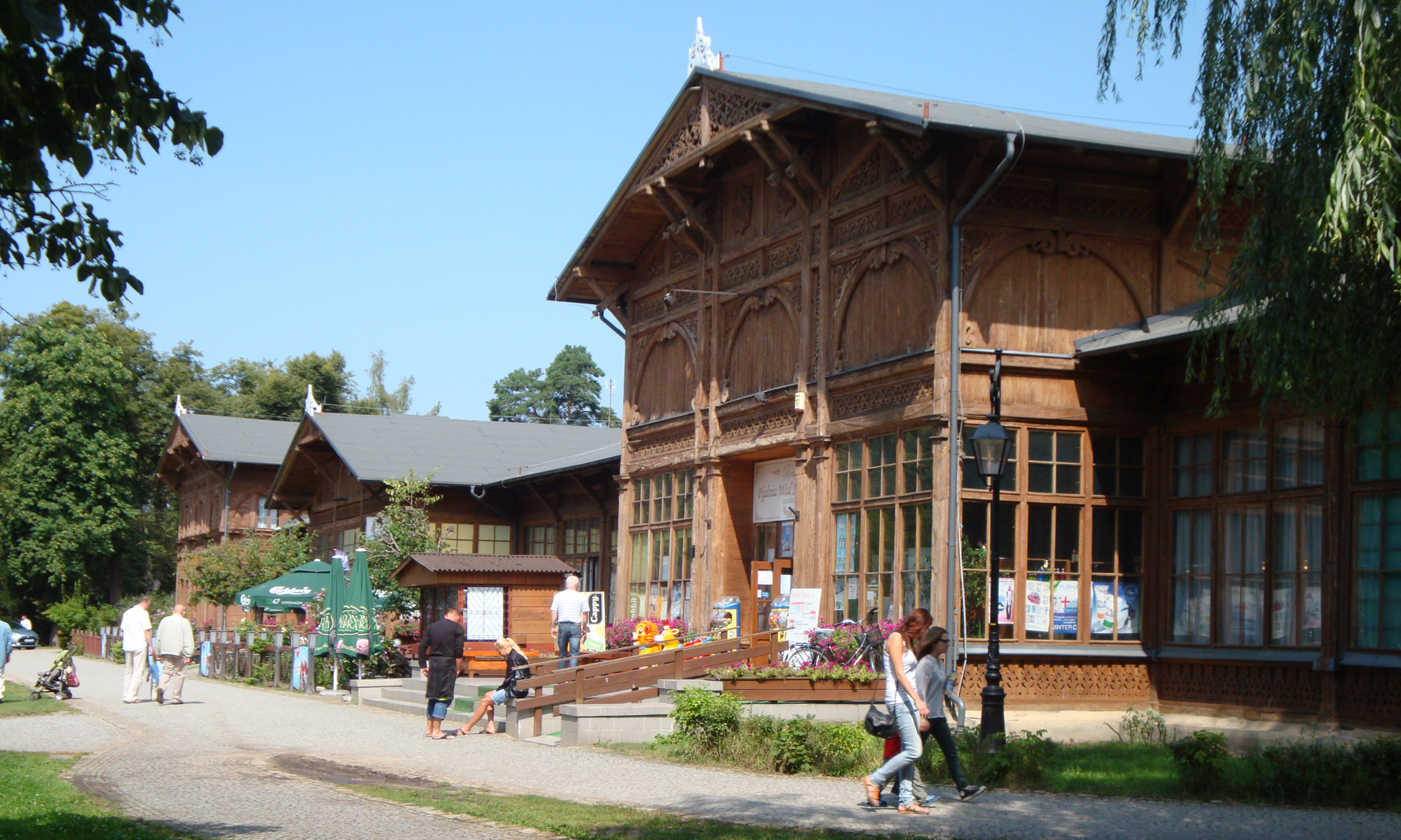
Salle de pompage d'eau minérale naturelle.
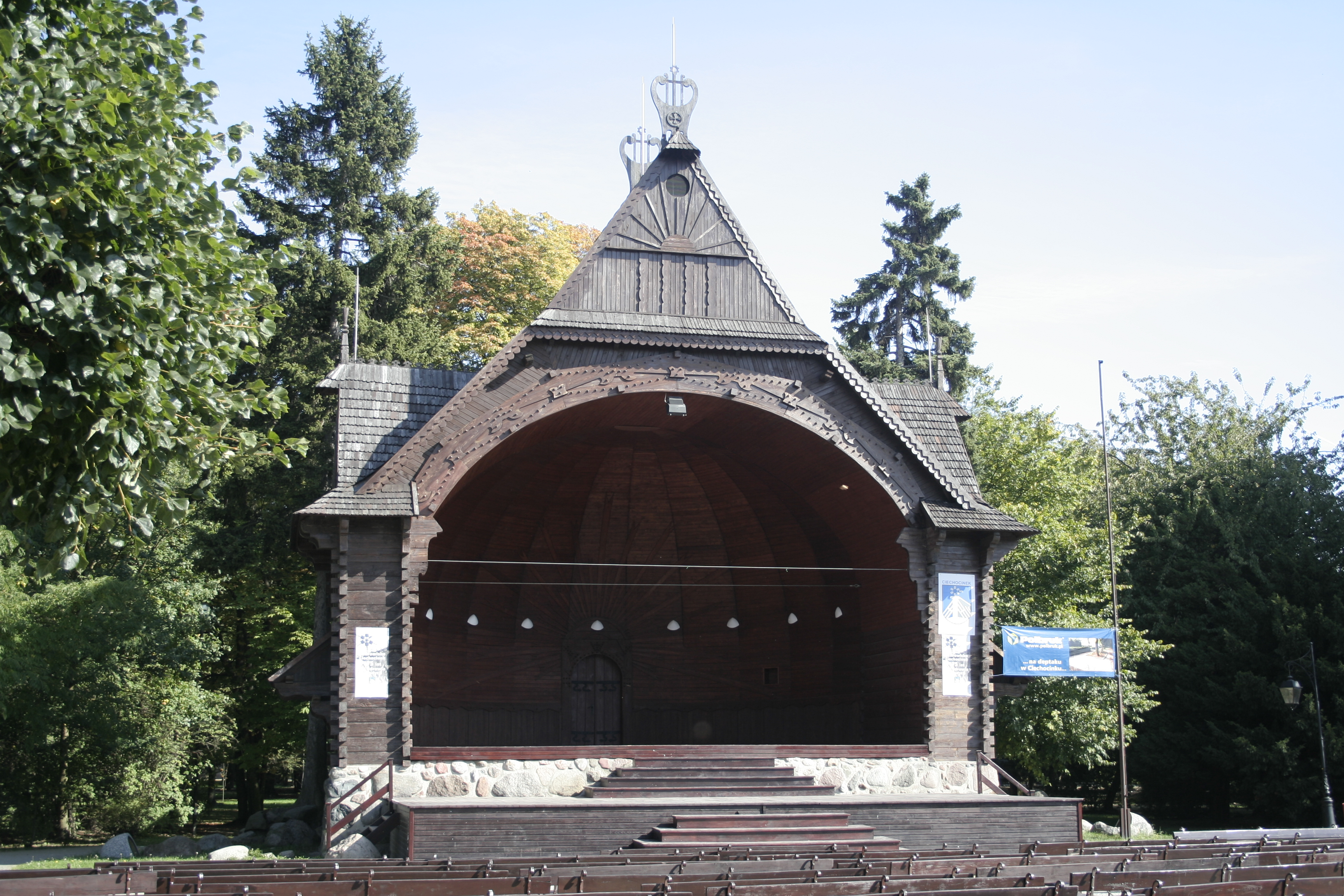
Pavillon de musique
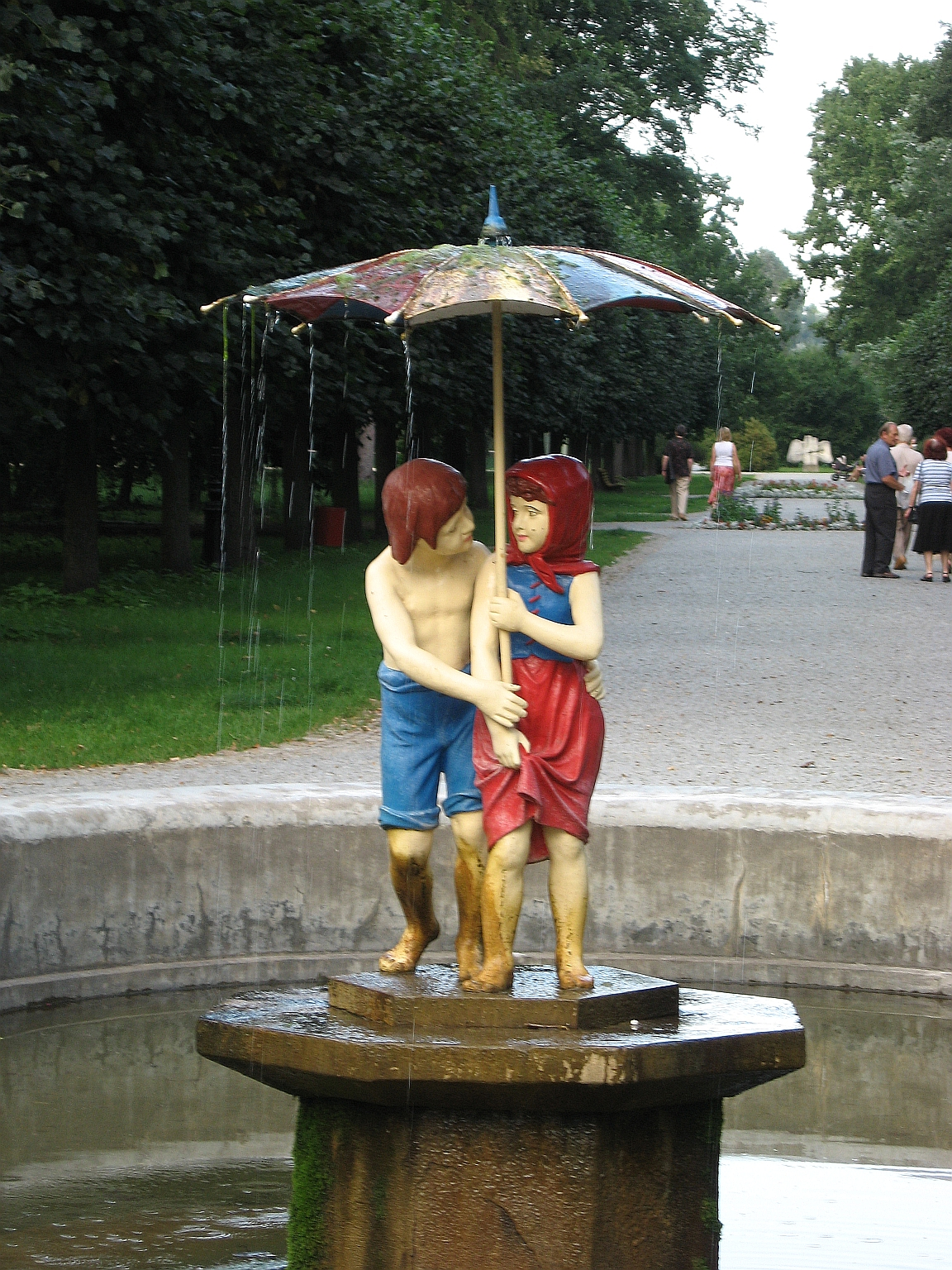
Fontaine « Hansel et Gretel » (Jaś i Małgosia)
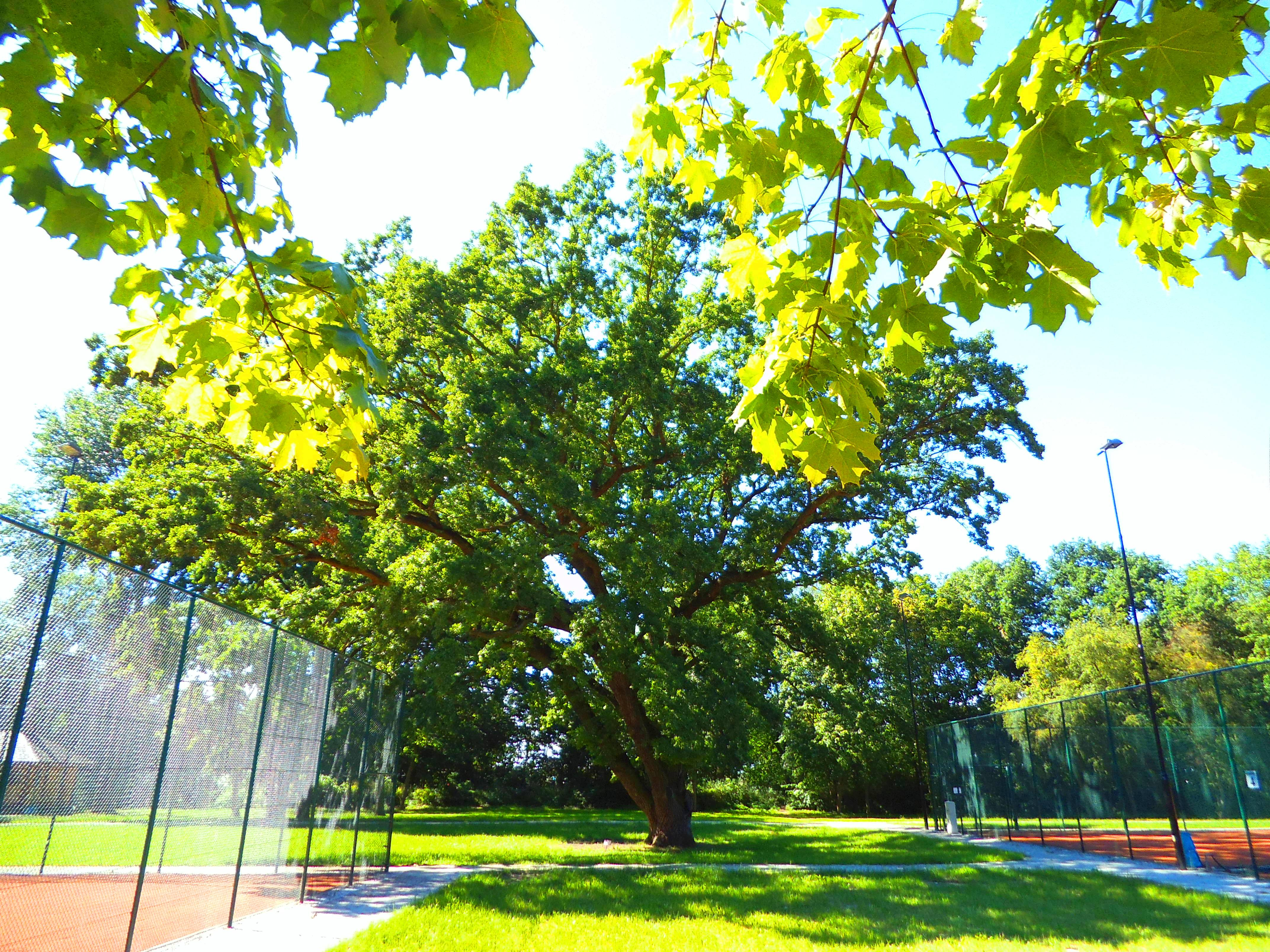
Monument naturel - le chêne pédonculé.